# San Pedro (paroisse civile)
Pour les articles homonymes, voir San Pedro.
San Pedro est l'une des sept paroisses civiles de la municipalité de Guaicaipuro dans l'État de Miranda au Venezuela. Sa capitale est San Pedro (ou « San Pedro de los Altos »). En 2011, sa population s'élève à 12 916 habitants. 

## Géographie

### Démographie
Hormis sa capitale San Pedro, la paroisse civile possède plusieurs localités :
- La Ermita
- Lagunetica
- Las Guamas
- Las Lajas
- San Pedro (ou « San Pedro de los Altos »)